# Heinrich Groß (Theologe)
Johannes Heinrich Groß (* 13. September 1916 in Bonn; † 30. April 2008 in Regensburg) war ein deutscher katholischer Theologe und Professor für Exegese des Alten Testaments an der Universität Regensburg.

## Leben
Wegen des Zweiten Weltkrieges musste Johannes Heinrich Groß das bereits 1937 begonnene Studium der Theologie an der Katholisch-Theologischen Fakultät in Trier unterbrechen. Nach Wiederaufnahme und Abschluss des Studiums wurde er 1947 zum Priester geweiht. 1951 wurde er an der Rheinischen Friedrich-Wilhelms-Universität Bonn zum Dr. theol. promoviert. Es folgten vertiefende Studien der Bibelwissenschaft am Päpstlichen Bibelinstitut in Rom und 1955 die Habilitation an der Katholisch-Theologischen Fakultät in Trier. In Trier war Johannes Heinrich Groß anschließend Professor für Biblische Einleitungswissenschaft. 1968 erhielt er einen Ruf als Professor für Exegese des Alten Testaments an die Katholisch-Theologische Fakultät der neu gegründeten Universität Regensburg, wo er bis zu seiner Emeritierung 1983 tätig war.

## Werke (Auswahl)
- Weltherrschaft als religiöse Idee im Alten Testament. In: Bonner biblische Beiträge. Band 6. Bonn 1951 (Dissertationsschrift).
- Die Idee des ewigen und allgemeinen Weltfriedens im alten Orient und im Alten Testament. In: Trierer theologische Studien. Band 7. Trier 1956 (Habilitationsschrift).
- Kleine Bibelkunde zum Alten Testament. In: Schriften zur Katechetik. Band 9. München 1967.
- Umkehr aus ganzem Herzen. Alttestamentliche Predigten. Stuttgart 1972.
- Kernfragen des Alten Testaments. Praktische Einführungen. Regensburg 1977.
- Das Buch der Psalmen. 2 Bände (1978 und 1980): Geistliche Schriftlesung, Erläuterungen zum Alten Testament für die geistliche Lesung. Düsseldorf.
- Ijob. In: Die Neue Echter Bibel. Altes Testament. Band 22. Echter, Würzburg 1986.
- Klagelieder. In: Die Neue Echter Bibel. Altes Testament. Bände 31/32. Echter, Würzburg 1986.
- Tobit, Judit. In: Die Neue Echter Bibel. Altes Testament. Bände 17/18. Echter, Würzburg 1987.